# Qatar Total Open 2019
Qatar Ladies Open 2019 - жіночий професійний тенісний турнір, що проходив на кортах з твердим покриттям International Tennis and Squash complex у Досі (Катар). Належав до категорії Premier у рамках Туру WTA 2019. Відбувсь усімнадцяте і тривав з 11 до 16 лютого 2019 року.

## Нарахування очок
| Дисципліна       | П   | Ф   | ПФ  | ЧФ  | 1/8 | 1/16 | Q   | Q3  | Q2  | Q1  |
| Одиночний розряд | 470 | 305 | 185 | 100 | 55  | 1    | 25  | 18  | 13  | 1   |
| Парний розряд    | 470 | 305 | 185 | 100 | 1   | Н/Д  | Н/Д | Н/Д | Н/Д | Н/Д |

## Призові гроші
| Дисципліна       | П        | Ф       | ПФ      | ЧФ      | 1/8     | 1/161  | Q3     | Q2     | Q1     |
| Одиночний розряд | $158,895 | $84,850 | $45,320 | $24,360 | $13,065 | $8,290 | $3,720 | $1,980 | $1,100 |
| Парний розряд*   | $49,700  | $26,546 | $14,510 | $7,385  | $4,010  | Н/Д    | Н/Д    | Н/Д    | Н/Д    |

1Кваліфаєри отримують і призові гроші 1/16 фіналу.

*на пару

## Учасниці основної сітки в одиночному розряді

### Сіяні учасниці
| Країна     | Гравчиня            | Рейтинг1 | Сіяна |
| ---------- | ------------------- | -------- | ----- |
| Румунія    | Сімона Халеп        | 3        | 1     |
| Чехія      | Кароліна Плішкова   | 5        | 2     |
| Німеччина  | Анджелік Кербер     | 6        | 3     |
| Україна    | Еліна Світоліна     | 7        | 4     |
| Нідерланди | Кікі Бертенс        | 8        | 5     |
| Данія      | Каролін Возняцкі    | 10       | 6     |
| Латвія     | Анастасія Севастова | 12       | 7     |
| Австралія  | Ешлі Барті          | 13       | 8     |
| Німеччина  | Юлія Гергес         | 16       | 9     |

- 1 Рейтинг подано станом на 4 лютого 2019.

### Інші учасниці
Нижче наведено учасниць, які отримали вайлдкард на участь в основній сітці:
- Фатіма Ан-Набхані
- Унс Джабір
- Еліна Світоліна
- Каролін Возняцкі

Нижче наведено гравчинь, які пробились в основну сітку через стадію кваліфікації:
- Анна Блінкова
- Кароліна Мухова
- Айла Томлянович
- Чжу Лінь

Такі тенісистки потрапили в основну сітку як Щасливі лузери:
- Лара Арруабаррена
- Полона Герцог
- Крістина Плішкова
- Алісон Ріск
- Саманта Стосур

### Відмовились від участі
До початку турніру
- Ешлі Барті → її замінила  Полона Герцог
- Каролін Гарсія → її замінила  Лара Арруабаррена
- Медісон Кіз → її замінила  Катерина Сінякова
- Наомі Осака → її замінила  Барбора Стрицова
- Кароліна Плішкова → її замінила  Крістина Плішкова
- Ван Цян → її замінила  Алісон Ріск
- Каролін Возняцкі → її замінила  Саманта Стосур

## Учасниці основної сітки в парному розряді

### Сіяні
| Країна            | Гравчиня             | Країна     | Гравчиня         | Рейтинг1 | Сіяна |
| ----------------- | -------------------- | ---------- | ---------------- | -------- | ----- |
| США               | Ніколь Мелічар       | Чехія      | Квета Пешке      | 24       | 1     |
| Китайський Тайбей | Сє Шувей             | Чехія      | Барбора Стрицова | 27       | 2     |
| Канада            | Габріела Дабровскі   | КНР        | Сюй Їфань        | 28       | 3     |
| Німеччина         | Анна-Лена Гренефельд | Нідерланди | Демі Схюрс       | 40       | 4     |

- Рейтинг подано станом на 4 лютого 2019.

### Інші учасниці
Нижче наведено пари, які отримали вайлдкард на участь в основній сітці:
- Фатіма Ан-Набхані  /  Мубарака Аль-Наїмі
- Кароліна Плішкова /  Крістина Плішкова

Наведені нижче пари отримали місце як заміна:
- Унс Джабір /  Алісон Ріск

### Знялись з турніру
До початку турніру
- Кароліна Плішкова (вірусне захворювання)

## Переможниці та фіналістки

### Одиночний розряд
- Елісе Мертенс —  Сімона Халеп, 3–6, 6–4, 6–3

### Парний розряд
- Чжань Хаоцін /  Латіша Чжань —  Анна-Лена Гренефельд /  Демі Схюрс, 6–1, 3–6, [10–6]